# Eusébio de Sousa Soares
Eusébio de Sousa Soares(1766-1820) foi um engenheiro militar que se tornou notável pelos seus trabalhos de cartografia militar no Baixo Guadiana. Nasceu em Lisboa em 1766, sendo que em 1781 inícou a sua formação na Academia Real de Marinha, concluindo os seus estudos na Academia de Fortificação, Artilharia e Desenho entre 1790 e 1792.

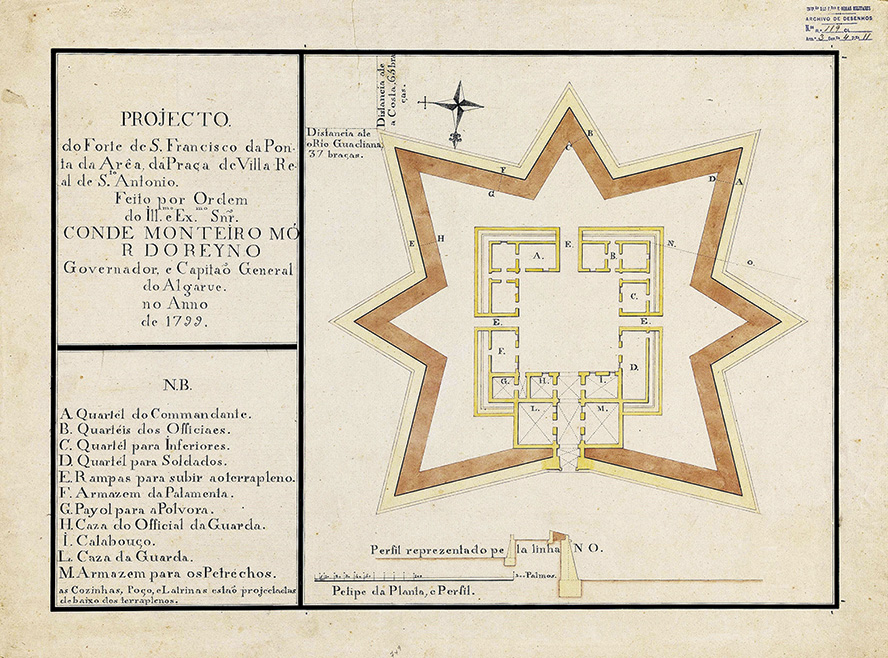
Projecto do Forte de S. Francisco da Ponta da Arêa da praça de Villa Real de Sto. Antonio, feito por ordem do Illm.o e Exm.o Snr. Conde Monteiro Mór do Reyno, Governador e Capitão General do Algarve, no anno de 1799

Foi colocado no Algarve em 1796 e incumbido pelo Governador Geral do Reino do Algarve Francisco de Mello da Cunha Mendonça e Meneses em 1798 de verificar o estado das fortificações do Algarve entre Alcoutim e a Arrifana.
Centra a sua ação em Vila Real de Santo António, onde é incumbido da reedificação das baterias e quartéis de Monte Gordo e do Cabeço, elaborando a sua carta do Projeto do Forte de S. Francisco da Ponta da Arêa da praça de Villa Real de Sto. Antonio, que acaba por não ser concretizado.
Em 1801 rebenta a Guerra das Laranjas e Eusébio de Sousa Soares é incumbido de colocar em alerta a bateria do Registo em Castro Marim, e alinhar o campo de São Bartolomeu, de forma a receber duas unidades de infantaria e uma de artilharia. A 8 de Junho deste ano aí se encontrava, tendo sido movido para o posto da Azambujeira, onde esteve à cabeça de uma força de infantaria, que ocupou aquela posição durante dez dias, de forma a evitar o desembarque de forças espanholas.
Terminada a Guerra das Laranjas. Eusébio de Sousa Soares é promovido a capitão e lente de matemática e fortificação no Regimento de Infantaria de Lagos. Entre 1805 e 1807 Eusébio de Sousa Soares concebe a coletânea de cartas Plano particular das baterias e mais edifícios militares pertencentes à praça de Villa Real com as suas fachadas e perfis.
Encontra-se em Lagos em 1808 quando têm lugar as primeiras invasões francesas. É neste quadro que é movido para Elvas, tendo assumido o comando da praça de Juromenha. Em 1815 regressa ao Algarve sendo colocado com a função de inspecionar os fortes algarvios. Regressou a Elvas mais tarde, onde vem a falecer em 1820.